# Macronadata brunneidorsa
Macronadata brunneidorsa är en fjärilsart som beskrevs av Holland 1893. Macronadata brunneidorsa ingår i släktet Macronadata och familjen tandspinnare. Inga underarter finns listade i Catalogue of Life.